# Онон
Оно̀н (на монголски Онон гол) е река в Монголия, провинции Хентий и Дорнод и Азиатската част на Русия, Южен Сибир, Забайкалски край, дясна съставяща на река Шилка от басейна на Амур. Дължината ѝ е 818 km, от които 298 km в Монголия и 520 km в Русия.
Река Онон води началото си от част на планината Хентий, на 1740 m н.в., в северозападната част на аймака Хентий, Монголия. По цялото си протежение основното посока на реката е североизточна, като протича през ниски планини и равнини в Източното Забайкалие. В горното си течение Онон е типична полупланинска река, като тече в широка долина с полегати склонове обрасли с широколистна тайга и обширна заливна тераса. Коритото криволичи, с подводни и надводни скали и камъни, тук-таме с прагове. Заливната тераса достига до 500 – 600 m, по-която се срещат и странични ръкави, отделящи се от основното корито, което е с ширина до 40 m. В междупланинските котловини, през които реката протича ширината на заливната тераса се увеличава до 3 km, а в стесненията, където Онон пресича планински хребети долината се стеснява до 600 – 800 m. В района на руско-монголската граница ширината на коритото достига до 80 m, заливната тераса до 4 km и се образува система от протоци и ръкави с дължина до 10 – 12 km. На руска територия Онон в началото тече в североизточна посока, заобикаля от запад и север граничния хребет Ерман, а след устието на река Борзя (десен приток) завива на север. Тук долината на реката се разширява до 4 km, а заливната тераса е осеяна с множество протоци, ръкави, езера-старици, острови и езера. След посьолок Оловянная долината на реката отново се стеснява (до 1,5 km), тъй като реката проломява няколко ниски степни хребета в Забайкалието. Тук коритото ѝ се разширява до 140 m, а в най-долното течение – до 200 m. При село Онон, на 496 m н.в. Онон се съединява с идващата отляво река Ингода и двете заедно дават началото на река Шилка, лява съставяща на река Амур.
Водосборният басейн на Онон има площ от 94 хил. km2, което представлява 45,63% от водосборния басейн на река Шилка. 66% от водосборния басейн на реката се простира на територията на Русия, южната и централна част на Забайкалски край и 34% на територията на Монголия, северната част на аймака Хентий и крайната северозападна част на аймака Дорнод. Климатът е рязко континентален.
Водосборният басейн на Онон граничи със следните водосборни басейни:
- на запад – водосборния басейн на река Енисей, вливаща се в Карско море;
- на северозапад – водосборния басейн на река Ингода, лява съставяща на Шилка;
- на север – водосборни басейни на малки реки, десни притоци на Шилка;
- на изток – водосборния басейн на река Аргун, дясна съставяща на Амур;
- на юг – водосборните басейни на реките Улдза (безотточна), вливаща се в езерото Барун-Торей и Керулен (безотточна), вливаща се в езерото Далайнор.

Река Онон получава множество притоци с дължина над 10 km, като 10 от тях са с дължина над 100 km:
- ← Бархин Гол, в Монголия
- ← Хурах Гол, в Монголия
- ← Шусин Гол, в Монголия
- 635 → Балджа, в Русия и Монголия
- 568 → Кира 141 / 5360, в Русия и Монголия
- 357 → Иля 153 / 2960, в Русия
- 185 ← Борзя 304 / 7080, в Русия
- 152 ← Турга 168 / 3510, в Русия
- 57 ← Унда 273 / 9170, в Русия
- 26 → Ага 167 / 8000, в Русия

Подхранването на реката е предимно дъждовно. Характерно е слабо пролетно пълноводие и епизодични летни прииждания в резултат на поройни дъждове, които многократно превишават пролетното пълноводие. Среден годишен отток на 12 km от устието 191 m3/s, което като обем се равнява на 6,028 km3, максимален отток 2810 m3/s, минимален – 1,22 m3/s. Онон замръзва през ноември, а се размразява в края на март или началото на април.
По течението на реката в Монголия са разположени няколко малки села, а в Русия долината ѝ е много по-гъсто заселена и тук са разположени селищата от градски тип Ясногорск и Оловянная (районен център) и множество села, в т.ч. районните центрове Акша и Нижний Цасучей. Водите на реката масово се използват за комунално-битови и селскостопански цели и за водоснабдяване на най-голямата в Забайкалието Харанорска ТЕЦ.
Смята се, че по поречието на горното ѝ течение е родното място на Чингис хан.
Река Онон е открита от руски първопроходци през 1660-те години, които правят първите описания на течението ѝ. През 1735 г. руският учен Степан Крашенинников на път за полуостров Камчатка изследва и описва част от долното течение на реката, в т.ч. топлите минерални извори в долината ѝ. През 1772 г. немският естествоизпитател на руска служба Петер Симон Палас извършва първите научни изследвания (геоложки, географски, зооложки, ботанически, етнографски) и други в басейна на реката, а неговият помощник Никита Соколов изследва горното течение на Онон и открива изворите на реката в планината Хентий. През 1896-98 г. руският геолог Александър Герасимов извършва геоложки и географски изследвания в долния басейн на реката, като открива и картира няколко хребета.